# Centre du Michigan
Le Centre du Michigan (anglais : Central Michigan, ou Mid-Michigan) est une région de l'État américain du Michigan. La région n'a pas un statut officiel, et ses frontières ne sont pas définies avec précision. La région est concentrée sur Lansing, la capitale de l'État. Généralement, on considère qu'il se prolonge au nord à la ville de Mount Pleasant (où se trouve le Central Michigan University), et au sud à la ville de Jackson. Ses frontières orientales et occidentales sont plus difficiles à définir ; il n'y a aucun consensus sur leurs emplacements. 
L'économie de la région est principalement basée sur l'agriculture. Les récoltes importantes incluent le maïs, la betterave sucrière, et le soja. 